# Thajská vlajka

Thajská vlajka
Poměr stran: 2:3

Thajská námořní válečná vlajka
Poměr stran: 2:3

Vlajka Thajska je tvořena listem o poměru stran 2:3 s pěti vodorovnými pruhy: červeným, bílým, modrým, bílým a červeným v poměru šířek 1:1:2:1:1. Vlajka bývá označována jako trairanga (thajsky trikolóra).
Modrá barva vlajky měla v době jejího zavedení připomínat barvu spojenců Siamu v I. světové válce (vlajky téměř všech spojenců, zvláště pak francouzská vlajka, obsahovaly červenou, bílou a modrou). Zároveň je thajskou národní barvou a dle novodobého výkladu symboliky barev představuje království. Červená barva symbolizuje svobodu a prolitou krev za její získání. Bílá barva symbolizuje buddhismus a čistotu národa.
I když se Thajsko často nazývalo „Zemí bílého slona“, obraz slona na thajské státní vlajce není už od konce II. světové války. Slon je však vyobrazen na thajské námořní válečné vlajce (vlajce vojenského loďstva). Historická vlajka se slonem se však dodnes běžně prodává v místních obchodech.

Rozměry thajské vlajky
Vlajka thajského krále Poměr stran: 1:1
Thajská lodní vlajka (Naval Jack) Poměr stran: 2:3

## Historie
Území dnešního Thajska (v minulosti známého i pod jménem Siam) bylo od starověku obýváno khmérskými kmeny. Od 7. století sem začali z jižní Číny pronikat Thajové. Ti se kolem roku 1350 zbavili závislosti na Khmérském království (Angkor) a Království Ajutthaja (Ayutthaya) ovládlo většinu Malajského poloostrova. Kolem roku 1656 se začaly objevovat první státní vlajky, prosté červené listy. Červená barva byla v této oblasti tradiční panovnickou vlajkou.
Do země začali od 17. století pronikat Evropané, ale od roku 1688 se země zcela izolovala. Roku 1767 bylo Království Ajutthaja po barmské invazi zcela zničeno. Roku 1782 založil Ráma I. novou, dodnes panující dynastii Chakri, která Barmánce vyhnala. Hlavním městem se stal Krung Thep, dnešní Bangkok. Ráma I. doplnil červený list vlajky o bílé buddhistické Kolo zákona. To mělo na vnitřní straně ozdobný prstenec a bylo bez loukotí.
Roku 1817 přidal Ráma II. do středu kola bílého slona. Podle počtu velmi vzácných bílých slonů se ve své době posuzovala důstojnost a síla siamských králů. V buddhistické víře vstoupil podle legendy Buddha do lůna své matky v podobě bílého slůněte.
V roce 1855 odstranil Ráma IV. z vlajky Kolo zákona. Grafická podoba bílého slona hledícího k žerdi se v dalších letech mírně měnila. I zobrazená vlajka se mírně liší od vyobrazení ve zdroji.

Vlajka Království Ajutthaja (~1656–1767) Poměr stran: 2:3
Thajská vlajka (1782–1817) Poměr stran: 2:3
Thajská vlajka (1817–1855) Poměr stran: 2:3
Thajská vlajka (1855–1916, 1941–1945) Poměr stran: 2:3

V roce 1856 se název země změnil na Království Siam. V roce 1916 změnil Ráma VI. státní vlajku přidáním žlutého podstavce pod vyobrazeného slona a jeho ustrojení do bohatě zdobené výstroje v barvách žluté, červené a zelené. Poměr stran vlajky byl pravděpodobně 2:3, ale zřejmě nebyl vůbec stanoven.
V roce 1917 byla vlajka stejným králem změněna. Ten údajně při cestě po království zahlédl obráceně vyvěšenou vlajku (sloní nohy směřovaly k hornímu okraji vlajky). Nová vlajka o poměru stran 2:3 byla tvořena pruhy o poměru šířek: 1:1:2:1:1, seshora střídavě červenými a bílými.

Thajská vlajka (1916–1917) Poměr stran: 2:3
Thajská vlajka (1917) Poměr stran: 2:3

Stejný král ještě téhož roku nechal nařízením ze dne 28. září 1917 vlajku opět změnit. Nyní místo středního, červeného, širšího pruhu měla pruh modrý. Tato vlajka je platná dodnes.
24. června 1932 byla změněna absolutistická monarchie na monarchii konstituční. 24. června 1939 byl Siam přejmenován na Thajsko. Thajské Muang Thai znamená Země svobodných. Za II. světové války bylo Thajsko spojencem Japonska, díky čemuž mu byla navrácena ztracená území v Barmě, Kambodži, Laosu a Malajsku. V prosinci 1941 Japonsko obsadilo Thajsko a byl vytvořen loutkový stát. Zároveň bylo obnoveno užívání vlajky z let 1855–1916. 15. srpna 1945 bylo obnoveno užívání předválečné vlajky. V období od 8. září 1945 do 20. července 1949 byl oficiální název země opět změněn na Siam.